# Eckins-Nunatak
Der Eckins-Nunatak ist ein kleiner und isolierter Nunatak in der antarktischen Ross Dependency. Im Königin-Maud-Gebirge ragt er 8 km östlich des Matador Mountain im östlichen Abschnitt des Shackleton-Gletschers auf.
Das Advisory Committee on Antarctic Names benannte ihn nach dem Meteorologen Henry John Eckins, der im antarktischen Winter 1961 auf der Amundsen-Scott-Südpolstation tätig war.